# Primera División Distrital Arequipa 2015
La Primera División Distrital Arequipa es la primera división de la Liga Distrital de fútbol del distrito de Arequipa. Se disputa de marzo a mayo se juega enteramente en el Estadio Melgar. 
El torneo otorga al cuadro Campeón y subcampeón cupos para Copa Perú en su Etapa Provincial en tanto los tres (03) últimos equipos descienden. 

## Participantes
Los participantes son los equipos que mantuvieron la categoría sumándose para esta edición el campeón y subcampeón de la Segunda División Distrital Arequipa, Alianza San Isidro y FBC Yanahuara respectivamente además de Sportivo Huracán según las bases de Copa Perú, en reemplazo de los descendidos León del Sur e Independencia.

## Equipos participantes
| Club                 |
| -------------------- |
| Alianza San Isidro   |
| Atlético Universidad |
| Deportivo Temperley  |
| FBC Aurora           |
| FBC Piérola          |
| FBC Yanahuara        |
| Internacional        |
| Max Uhle             |
| San Francisco        |
| Sportivo Huracán     |
| White Star           |

## Primera Fase
Se juega una rueda general que enfrenta a los 11 participantes se juega un total de 11 Fechas, los seis (06) primeros clasifican a la Liguilla por el Título mientras que los cinco (05) restantes clasifican a la Liguilla por el Descenso, además el puesto 1 y el 7 obtienen una bonificación de 2 puntos en la Liguilla por el Título y Liguilla por el Descenso respectivamente y el puesto 2 y el 8 una bonificación de 1 punto igualmente.
| #   | Equipo                   | PJ | G | E | P  | GF | GC | Dif | Pts |
| --- | ------------------------ | -- | - | - | -- | -- | -- | --- | --- |
| 1º  | Sportivo Huracán (*)     | 10 | 9 | 1 | 0  | 45 | 6  | +39 | 28  |
| 2º  | FBC Aurora (**)          | 10 | 9 | 0 | 1  | 46 | 7  | +39 | 27  |
| 3º  | White Star               | 10 | 7 | 1 | 2  | 22 | 17 | +5  | 22  |
| 4º  | San Francisco            | 10 | 5 | 3 | 2  | 22 | 18 | +4  | 18  |
| 5º  | Internacional            | 10 | 5 | 2 | 3  | 30 | 18 | +12 | 17  |
| 6º  | Atlético Universidad     | 10 | 5 | 0 | 5  | 17 | 16 | +1  | 15  |
| 7º  | Max Uhle (*)             | 10 | 4 | 2 | 4  | 17 | 15 | +2  | 14  |
| 8º  | Deportivo Temperley (**) | 10 | 3 | 0 | 7  | 11 | 23 | -12 | 9   |
| 9º  | FBC Yanahuara            | 10 | 1 | 2 | 7  | 9  | 26 | -17 | 5   |
| 10º | FBC Piérola              | 10 | 1 | 1 | 8  | 11 | 35 | -24 | 4   |
| 11º | Alianza San Isidro       | 10 | 0 | 0 | 10 | 0  | 48 | -48 | 0   |

(*) Obtiene para la Fase Final (Liguillas) dos (02) puntos de bonificación.
(**) Obtiene para la Fase Final (Liguillas) un (01) punto de bonificación.

## Segunda Fase
Ya agrupados en liguillas se juega con puntaje cero excepto los equipos con puntos de bonificación válido para las Liguillas, en la Liguilla por el Título se define tanto al campeón como subcampeón y en la Liguilla por el Descenso se define a los tres (03) descendidos.

## Liguilla por el Título
| #  | Equipo                   | PJ | G | E | P | GF | GC | Dif | Pts |
| -- | ------------------------ | -- | - | - | - | -- | -- | --- | --- |
| 1º | Sportivo Huracán (*) (C) | 5  | 5 | 0 | 0 | 25 | 6  | +19 | 17  |
| 2º | FBC Aurora (**)          | 5  | 3 | 1 | 1 | 13 | 11 | +2  | 11  |
| 3º | Atlético Universidad     | 5  | 2 | 1 | 2 | 8  | 11 | -3  | 7   |
| 4º | San Francisco            | 4  | 1 | 1 | 2 | 7  | 10 | -3  | 4   |
| 5º | Internacional            | 5  | 1 | 1 | 3 | 8  | 12 | -4  | 4   |
| 6º | White Star               | 4  | 0 | 0 | 4 | 5  | 11 | -6  | 0   |

(*) +2 puntos de bonificación.
(**) +1 punto de bonificación.
|  |                              |
|  | Clasifica a Etapa Provincial |

### Liguilla Por el Título
| San Francisco        | 1-3 | FBC Aurora       | Estadio Melgar | 9 de mayo | 11:20 |
| Atlético Universidad | 2-1 | Internacional    | Estadio Melgar | 9 de mayo | 13:30 |
| White Star           | 1-3 | Sportivo Huracán | Estadio Melgar | 9 de mayo | 15:30 |

| San Francisco | 1-1 | Atlético Universidad | Estadio Melgar | 13 de mayo | 13:20 |
| White Star    | 3-4 | FBC Aurora           | Estadio Melgar | 13 de mayo | 15:30 |
| Internacional | 1-8 | Sportivo Huracán     | Estadio Melgar | 14 de mayo | 15:20 |

| San Francisco        | 1-5 | Sportivo Huracán | Estadio Melgar | 16 de mayo | 13:30 |
| Atlético Universidad | 2-3 | FBC Aurora       | Estadio Melgar | 16 de mayo | 15:30 |
| White Star           | 1-3 | Internacional    | Estadio Melgar | 17 de mayo | 07:50 |

| San Francisco        | 4-1 | Internacional | Estadio Melgar | 23 de mayo | 09:20 |
| Atlético Universidad | 1-0 | White Star    | Estadio Melgar | 23 de mayo | 11:30 |
| Sportivo Huracán     | 3-1 | FBC Aurora    | Estadio Melgar | 23 de mayo | 15:30 |

| FBC Aurora       | 2-2 | Internacional        | Estadio Melgar | 30 de mayo | 13:00 |
| Sportivo Huracán | 6-2 | Atlético Universidad | Estadio Melgar | 30 de mayo | 15:00 |
|                  |     |                      | Estadio Melgar |            |       |

## Liguilla Por el Descenso
| #  | Equipo                   | PJ | G | E | P | GF | GC | Dif | Pts |
| -- | ------------------------ | -- | - | - | - | -- | -- | --- | --- |
| 1º | Deportivo Temperley (**) | 4  | 3 | 0 | 1 | 01 | 3  | +7  | 10  |
| 2º | Max Uhle (*)             | 3  | 2 | 1 | 0 | 3  | 1  | +2  | 9   |
| 3º | FBC Piérola (D)          | 4  | 1 | 2 | 1 | 4  | 5  | -1  | 5   |
| 4º | Alianza San Isidro (D)   | 4  | 1 | 0 | 3 | 3  | 8  | -5  | 3   |
| 5º | FBC Yanahuara (D)        | 3  | 0 | 1 | 2 | 3  | 6  | -3  | 1   |

(*) +2 puntos de bonificación.
(**) +1 punto de bonificación.
|  |                                                  |
|  | Desciende a Segunda División Distrital Arequipa. |

### Liguilla Por el Descenso
| Max Uhle           | 1-1                 | FBC Piérola         | Estadio Melgar      | 9 de mayo           | 07:50               |                     |
| Alianza San Isidro | 3-1                 | FBC Yanahuara       | Estadio Melgar      | 9 de mayo           | 10:00               |                     |
| Equipo Libre:      | Deportivo Temperley | Deportivo Temperley | Deportivo Temperley | Deportivo Temperley | Deportivo Temperley | Deportivo Temperley |

| FBC Yanahuara | 1-1                | FBC Piérola         | Estadio Melgar     | 16 de mayo         | 09:20              |                    |
| Max Uhle      | 1-0                | Deportivo Temperley | Estadio Melgar     | 16 de mayo         | 11:30              |                    |
| Equipo Libre: | Alianza San Isidro | Alianza San Isidro  | Alianza San Isidro | Alianza San Isidro | Alianza San Isidro | Alianza San Isidro |

| Deportivo Temperley | 3-1           | FBC Piérola   | Estadio Melgar | 20 de mayo    | 13:20         |               |
| Alianza San Isidro  | 0-1           | Max Uhle      | Estadio Melgar | 20 de mayo    | 15:30         |               |
| Equipo Libre:       | FBC Yanahuara | FBC Yanahuara | FBC Yanahuara  | FBC Yanahuara | FBC Yanahuara | FBC Yanahuara |

| Alianza San Isidro  | 0-1      | FBC Piérola   | Estadio Melgar | 23 de mayo | 13:30    |          |
| Deportivo Temperley | 2-1      | FBC Yanahuara | Estadio Melgar | 24 de mayo | 07:50    |          |
| Equipo Libre:       | Max Uhle | Max Uhle      | Max Uhle       | Max Uhle   | Max Uhle | Max Uhle |

| Alianza San Isidro | 0-5         | Deportivo Temperley | Estadio Melgar | 30 de mayo  | 10:50       |             |
|                    |             |                     | Estadio Melgar |             |             |             |
| Equipo Libre:      | FBC Piérola | FBC Piérola         | FBC Piérola    | FBC Piérola | FBC Piérola | FBC Piérola |